# صلیب نیروی هوایی (ایالات متحده)
صلیب نیروی هوایی (انگلیسی: Air Force Cross) از مدال‌ها و جایزه‌های نیروهای مسلح ایالات متحده آمریکا است و دومین نشان نظامی عالی نیروی هوایی و نیروی فضایی ایالات متحده آمریکا برای سربازان و نگهبانانی است که خود را با قهرمانی خارق‌العاده در نبرد با نیروی دشمن مسلح متمایز می‌کنند. این مدال به هر شخصی که در هر سمتی در نیروی هوایی یا نیروی فضایی خدمت می‌کند و خود را با قهرمانی خارق‌العاده اما نه کافی برای اعطای نشان افتخار متمایز می‌کند، اعطا می‌شود.
صلیب نیروی هوایی معادل صلیب خدمات برجسته؛ ارتش ایالات متحده، صلیب نیروی دریایی؛ نیروی دریایی و صلیب گارد ساحلی است. قبل از ۶ ژوئیه ۱۹۶۰ به اعضای نیروی هوایی، نشان صلیب خدمات برجسته اعطا می‌شد.